# Прахедис-Герреро
Прахедис-Герреро (исп. Práxedis G. Guerrero) —  посёлок в Мексике, штат Чиуауа, входит в состав одноимённого муниципалитета и является его административным центром. Численность населения, по данным переписи 2010 года, составила 2128 человек.

## Общие сведения
Посёлок был основан под названием Сан-Игнасио в 1849 году мексиканскими переселенцами во главе со священником Рамоном Ортисом, после окончания мексиканско-американской войны, и отчуждения части территории Мексики.
В декабре 1933 года посёлок был переименован в Práxedis G. Guerrero в честь мексиканского философа, поэта, журналиста и борца магонизма — Прахедиса Хильберто Герреро.